# Diaspis townsendi
Diaspis townsendi är en insektsart som beskrevs av Cockerell 1899. Diaspis townsendi ingår i släktet Diaspis och familjen pansarsköldlöss. Inga underarter finns listade i Catalogue of Life.